# Wajo
Wajo ist ein Regierungsbezirk (Kabupaten) auf der indonesischen Insel Sulawesi. Der Bezirk ist Teil der Provinz Sulawesi Selatan. Historisch befand sich hier das Gebiet das Bugis-Königreich Wajo.

## Geographie
Der Bezirk belegt unter den 24 Verwaltungseinheiten der 2. Ebene (Kota und Kabupaten) Platz 5 mit einem Anteil von 5,75 Prozent. Verwaltungssitz ist Sengkang, 242 km von der Provinzhauptstadt Makassar entfernt.

### Lage und Ausdehnung
Wajo liegt im östlichen Zentrum der Provinz am Golf von Bone (indonesisch Teluk Bone). Landgrenzen hat der Bezirk mit dem Kabupaten Luwu im Norden, Sidenreng Rappang (Sidrap) im Nordwesten sowie Soppeng im Südwesten. 24 der 190 Dörfer haben Zugang zum Meer, sie liegen in sechs Distriktren. Zu Wajo gehört nur eine einzige Insel: Sitambolo (früher Tellang). Im Bezirk liegt der See Danau Tempe.

### Grenzpunkte
Der Regierungsbezirk liegt südlich des Äquators und hat folgende äußere Grenzpunkte:
| Richtung | Kode          | Kec.         | Desa / Kelurahan* | Koordinaten         |
| -------- | ------------- | ------------ | ----------------- | ------------------- |
| N        | 73.13.14.2008 | Keera        | Awo               | 03°38′29,85″ s. Br. |
| O        | 73.13.10.1003 | Pitumpanua00 | Tobarakka*        | 120°26′28,80″ ö. L. |
| S        | 73.13.02.2014 | Pammana      | Tobatang          | 04°17′13,98″ s. Br. |
| W        | 73.13.07.2005 | Belawa       | Leppangeng        | 119°52′52,49″ ö. L. |

## Verwaltungsgliederung

Die Kecamatan des Kabupaten

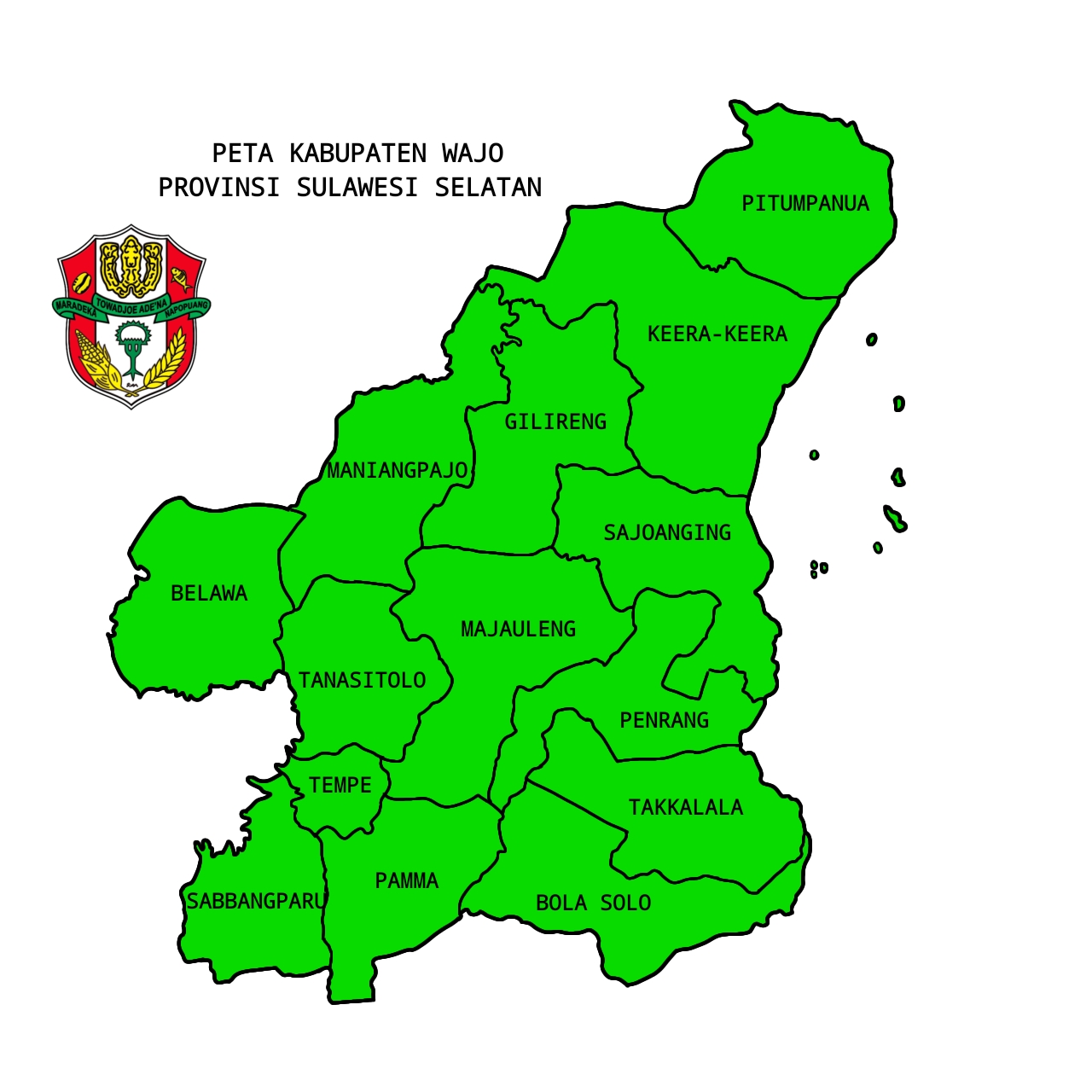
Verwaltungsübersicht

Der Bezirk Wajo besteht aus 14 Distrikten (Kecamatan), die sich in 190 Dörfer (idS|Desa) gliedern. Ein Viertel dieser Dörfer besitzt als Kelutrahan urbanen Charakter.
| Code 1)  | Kecamatan Distrikt | Ibukota Verwaltungssitz | Fläche (km²) | Einw. Zensus 2010 2) | Volkszählung 2020 3) | Volkszählung 2020 3) | Volkszählung 2020 3) | Anzahl der … |      |
| Code 1)  | Kecamatan Distrikt | Ibukota Verwaltungssitz | Fläche (km²) | Einw. Zensus 2010 2) | Einw. 3)             | 0Dichte 4)0          | Sex Ratio 5)         | Desa         | Kel. |
| -------- | ------------------ | ----------------------- | ------------ | -------------------- | -------------------- | -------------------- | -------------------- | ------------ | ---- |
| 73.13.01 | Sabbangparu00      | Kota Baru               | 132,75       | 25.785               | 24.365               | 183,5                | 91,34                | 12           | 3    |
| 73.13.02 | Pammana            | Maroanging              | 162,10       | 31.205               | 30.712               | 189,5                | 92,56                | 14           | 2    |
| 73.13.03 | Takkalalla         | Peneki                  | 179,76       | 20.612               | 19.981               | 111,2                | 93,73                | 11           | 2    |
| 73.13.04 | Sajoanging         | Jalang                  | 167,01       | 18.678               | 17.525               | 104,9                | 96,05                | 6            | 3    |
| 73.13.05 | Majauleng          | Paria                   | 225,92       | 31.207               | 30.713               | 135,9                | 91,54                | 14           | 4    |
| 73.13.06 | Tempe              | Sengkang                | 38,27        | 61.053               | 64.320               | 1.680,7              | 93,64                | –            | 16   |
| 73.13.07 | Belawa             | Menge                   | 172,30       | 31.924               | 30.153               | 175,0                | 93,67                | 6            | 3    |
| 73.13.08 | Tanasitolo         | Tancung                 | 154,60       | 39.280               | 39.324               | 254,4                | 94,77                | 15           | 4    |
| 73.13.09 | Maniang Pajo       | Anabanua                | 175,96       | 16.012               | 15.762               | 89,6                 | 98,16                | 5            | 3    |
| 73.13.10 | Pitumpanua         | Siwa                    | 207,13       | 41.673               | 40.878               | 197,4                | 97,30                | 23           | 4    |
| 73.13.11 | Bola               | Solo                    | 220,13       | 19.385               | 19.435               | 88,3                 | 94,80                | 10           | 1    |
| 73.13.12 | Penrang            | Doping                  | 154,90       | 15.530               | 14.799               | 95,5                 | 93,53                | 9            | 1    |
| 73.13.13 | Gilireng           | Gilireng                | 147,00       | 11.031               | 10.875               | 74,0                 | 96,65                | 8            | 1    |
| 73.13.14 | Keera              | Keera                   | 368,36       | 21.734               | 20.237               | 54,9                 | 97,26                | 9            | 1    |
| 73.13    | Kab. Wajo          | Kab. Wajo               | 2.506,19     | 385.109              | 379.079              | 151,3                | 94,37                | 142          | 48   |

## Demographie
Der Kabupaten belegt innerhalb der Provinz Platz 8 in der Einwohnerzahl (4,21 % anteilig). In der Bevölkerungsdichte wird Platz 18 mit 153,6 Einw. je km² erreicht, also unterhalb des Provinzwertes von 210,2. Neben der Amtssprache indonesisch wird vor allem Bugis im Bezirk gesprochen, an der Nordostküste auch Toraja.
Von der Bevölkerung am Jahresende 2024 waren 45,20 % ledig, 46,89 % verheiratet, 2,16 % geschieden sowie 5,74 % verwitwet.

### Durchschnittswerte der administrativen Einheiten
Für das Jahr 2024 wurden folgende Durchschnittswerte für Einwohnerzahl und Fläche (km²) für die Distrikte und die Dörfer ermittelt.
| Durchschnitt pro …  | Kab. Wajo0 | Kab. Wajo0 | Prov. SULSEL0 | Prov. SULSEL0 |
| Durchschnitt pro …  | Einw.      | Fläche     | Einw.         | Fläche        |
| ------------------- | ---------- | ---------- | ------------- | ------------- |
| Kecamatan           | 28.621     | 186,34     | 30.442        | 144,83        |
| Desa u. Kelurahan00 | 02.109     | 013,73     | 03.113        | 014,81        |

### Soziale Daten 2020
| Merkmal                                                             | Kab. Wajo | 0Prov. Sulawesi Tenggara0 |
| ------------------------------------------------------------------- | --------- | ------------------------- |
| Bevölkerung unterhalb der Armutsgrenze (Tsd.)00                     | 27,690    | 301,820                   |
| Anteil der „armen Bevölkerung“ (indonesisch Penduduk miskin) (%)000 | 6,950     | 11,00                     |
| Arbeitslosenrate (%)                                                | 4,330     | 4,500                     |
| Lebenserwartung bei der Geburt (Jahre)                              | 67,480    | 71,220                    |
| HDI-Index                                                           | 69,150    | 71,450                    |
| Analphabetenrate (in %, 15+ J.)                                     | 10,90     | 5,000                     |
| Anteil der Altersgruppen                                            | 0Real0    | 0Prozentual0              |
| Kinder (<15 J.)                                                     | 85.4610   | 22,540                    |
| arbeitsfähige Bevölkerung (15–64 J.)                                | 262.4670  | 63,720                    |
| Rentner und Pensionäre (>65 J.)                                     | 31.1510   | 5,090                     |

### Religion und Bevölkerungsverteilung
| Religion         | Gläubige | Anteil (%) | Gebäude | Anteil 2024 |
| ---------------- | -------- | ---------- | ------- | ----------- |
| Islam            | 376.5590 | 99,340     | 721 9)0 | 99,30       |
| Protestanten 10) | 9590     | 0,250      | 70      | 0,26        |
| Katholiken 10)   | 1180     | 0,030      | 20      | 0,04        |
| Hindus           | 13000    | 0,340      | –0      | 0,39        |
| Buddhisten       | 1390     | 0,040      | –0      | 0,02        |

| Jahr | Gesamt- Bevölkerung | Männer  | %     | Frauen  | %     | Sex Ratio 5) |
| 2016 | 473.813             | 230.893 | 48,73 | 242.920 | 51,27 | 95,05        |
| 2017 | 453.628             | 221.508 | 48,83 | 232.120 | 51,17 | 95,43        |
| 2018 | 372.512             | 181.831 | 48,81 | 190.681 | 51,19 | 95,36        |
| 2019 | 374.888             | 182.309 | 48,63 | 192.579 | 51,37 | 94,67        |
| 2020 | 378.024             | 183.392 | 48,51 | 194.632 | 51,49 | 94,22        |
| 2021 | 392.437             | 190.599 | 48,57 | 201.838 | 51,43 | 94,43        |
| 2022 | 402.066             | 195.372 | 48,59 | 206.694 | 51,41 | 94,52        |
| 2023 | 407.873             | 198.382 | 48,64 | 209.491 | 51,36 | 94,70        |
| 2024 | 400.699             | 195.841 | 48,87 | 204.858 | 51,13 | 95,60        |

Obige Tabelle gibt die durch die Zivilstandsbüros (Disdukcapil, indonesisch Dinas Kependudukan dan Pencatatan Sipil) veröffentlichten Fortschreibungsergebnisse zum Jahresende wieder.

### Aktuelle Daten der Bevölkerungsfortschreibung
Nachfolgende Tabelle gibt den Einwohnerstand nach Geschlecht zur Volkszählung 2020, zum Ende 2022 sowie zum Jahresende 2024 wieder. Beide letztere Daten resultieren aus den Ergebnissen der Fortschreibung durch die örtlichen Zivilstandsbüros (Disdukcapil, indonesisch Dinas Kependudukan dan Pencatatan Sipil). Der aktuelle Einwohnerstand kann jederzeit in einer interaktiven Karte abgerufen werden.

| Kecamatan     | Zensus 2020 | Zensus 2020 | Zensus 2020 | Ende 2022 | Ende 2024 | Ende 2024 | Ende 2024 | Fläche km² | Bevöl kerungs dichte | Sex Ratio 5) |
| Kecamatan     | Insg.       | männl.      | weibl.      | Ende 2022 | Insg.     | männl.    | weibl.    | Fläche km² | Bevöl kerungs dichte | Sex Ratio 5) |
| ------------- | ----------- | ----------- | ----------- | --------- | --------- | --------- | --------- | ---------- | -------------------- | ------------ |
| Sabbangparu00 | 24.365      | 11.631      | 12.734      | 24.403    | 25.268    | 12.123    | 13.145    | 158,20     | 159,72               | 92,23        |
| Pammana       | 30.712      | 14.763      | 15.949      | 30.754    | 32.292    | 15.688    | 16.604    | 154,17     | 209,46               | 94,48        |
| Takkalalla    | 19.981      | 9.667       | 10.314      | 20.012    | 20.774    | 10.140    | 10.634    | 167,43     | 124,08               | 95,35        |
| Sajoanging    | 17.525      | 8.586       | 8.939       | 17.549    | 18.443    | 9.064     | 9.379     | 173,75     | 106,15               | 96,64        |
| Majauleng     | 30.713      | 14.678      | 16.035      | 30.761    | 32.009    | 15.427    | 16.582    | 222,06     | 144,15               | 93,03        |
| Tempe         | 64.320      | 31.104      | 33.216      | 64.498    | 69.090    | 33.632    | 35.458    | 46,92      | 1.472,60             | 94,85        |
| Belawa        | 30.153      | 14.584      | 15.569      | 30.182    | 31.839    | 15.502    | 16.337    | 222,69     | 142,98               | 94,89        |
| Tanasitolo    | 39.324      | 19.134      | 20.190      | 39.378    | 41.296    | 20.259    | 21.037    | 168,66     | 244,85               | 96,30        |
| Maniang Pajo  | 15.762      | 7.808       | 7.954       | 15.783    | 16.959    | 8.437     | 8.522     | 226,09     | 75,01                | 99,00        |
| Pitumpanua    | 40.878      | 20.159      | 20.719      | 40.942    | 42.955    | 21.340    | 21.615    | 181,37     | 236,84               | 98,73        |
| Bola          | 19.435      | 9.458       | 9.977       | 19.461    | 20.778    | 10.226    | 10.552    | 178,92     | 116,13               | 96,91        |
| Penrang       | 14.799      | 7.152       | 7.647       | 14.822    | 15.828    | 7.712     | 8.116     | 138,39     | 114,37               | 95,02        |
| Gilireng      | 10.875      | 5.345       | 5.530       | 10.896    | 11.531    | 5.587     | 5.944     | 196,68     | 58,63                | 93,99        |
| Keera         | 20.237      | 9.978       | 10.259      | 20.265    | 21.637    | 10.704    | 10.933    | 379,94     | 56,95                | 97,91        |
| Kab. Wajo     | 379.079     | 184.047     | 195.032     | 379.706   | 400.699   | 195.841   | 204.858   | 2.615,25   | 153,22               | 95,60        |